# La regina delle nevi
La regina delle nevi (Sneedronningen), anche nota come La regina della neve, è una fiaba dello scrittore danese Hans Christian Andersen, pubblicata nel 1844. È una delle fiabe più lunghe di Andersen, e fra quelle più apprezzate. Il suo sottotitolo è una fiaba in sette storie, poiché è divisa in sette sezioni, ognuna delle quali descrive una vicenda compiuta. È anche il nome dell'antagonista della fiaba.

## Trama
Prima storia, che tratta dello specchio e delle schegge
In questa prima sezione viene narrato l'antefatto: si racconta come un troll malvagio (in alcune traduzioni il diavolo) abbia creato uno specchio capace di fare sparire tutto ciò che di bello si specchia in esso, e di accentuare e di deformare tutto il cattivo. In seguito, lo specchio si rompe in mille frammenti che vengono dispersi per il mondo, entrando negli occhi e nei cuori degli uomini corrompendo le loro anime.
Seconda storia. Un bambino e una bambina
Si presentano i protagonisti, il bambino Kay e la bambina Gerda. Kay e Gerda sono vicini di casa, e le loro finestre, all'ultimo piano di alti palazzi, sono unite da un piccolo giardino pensile, ricolmo di rose. Un giorno, mentre i bambini sono nel giardinetto, un frammento dello specchio malvagio entra nell'occhio di Kay. Da quel momento Kay diviene cattivo e acido con tutti, persino con Gerda. Un giorno, mentre Kay gioca con lo slittino nella piazza del paese, si attacca alla slitta della regina delle nevi e viene trascinato via, senza riuscire a staccarsi. La regina delle nevi lo incanta con un bacio, facendogli perdere la memoria e impedendogli di avvertire il freddo.
Terza storia. Il giardino fiorito della donna che sapeva compiere magie
Nella terza parte Gerda, disperata per la scomparsa di Kay, decide di andare a cercarlo. Sale su una barchetta e chiede al fiume, in cambio delle sue scarpette rosse, di portarla da Kay. La barca si arena nei pressi di una casetta in mezzo a un giardino di fiori, dove vive una vecchia maga. La maga incanta Gerda facendole dimenticare Kay e fa scomparire tutte le rose del giardino sottoterra, affinché queste non le ricordino il suo amico perduto. Ciononostante, dopo qualche tempo Gerda vede una rosa dipinta, si ricorda di Kay e, dopo avere interrogato invano tutti i fiori del giardino, riparte alla sua ricerca. Nel frattempo è arrivato l'autunno.

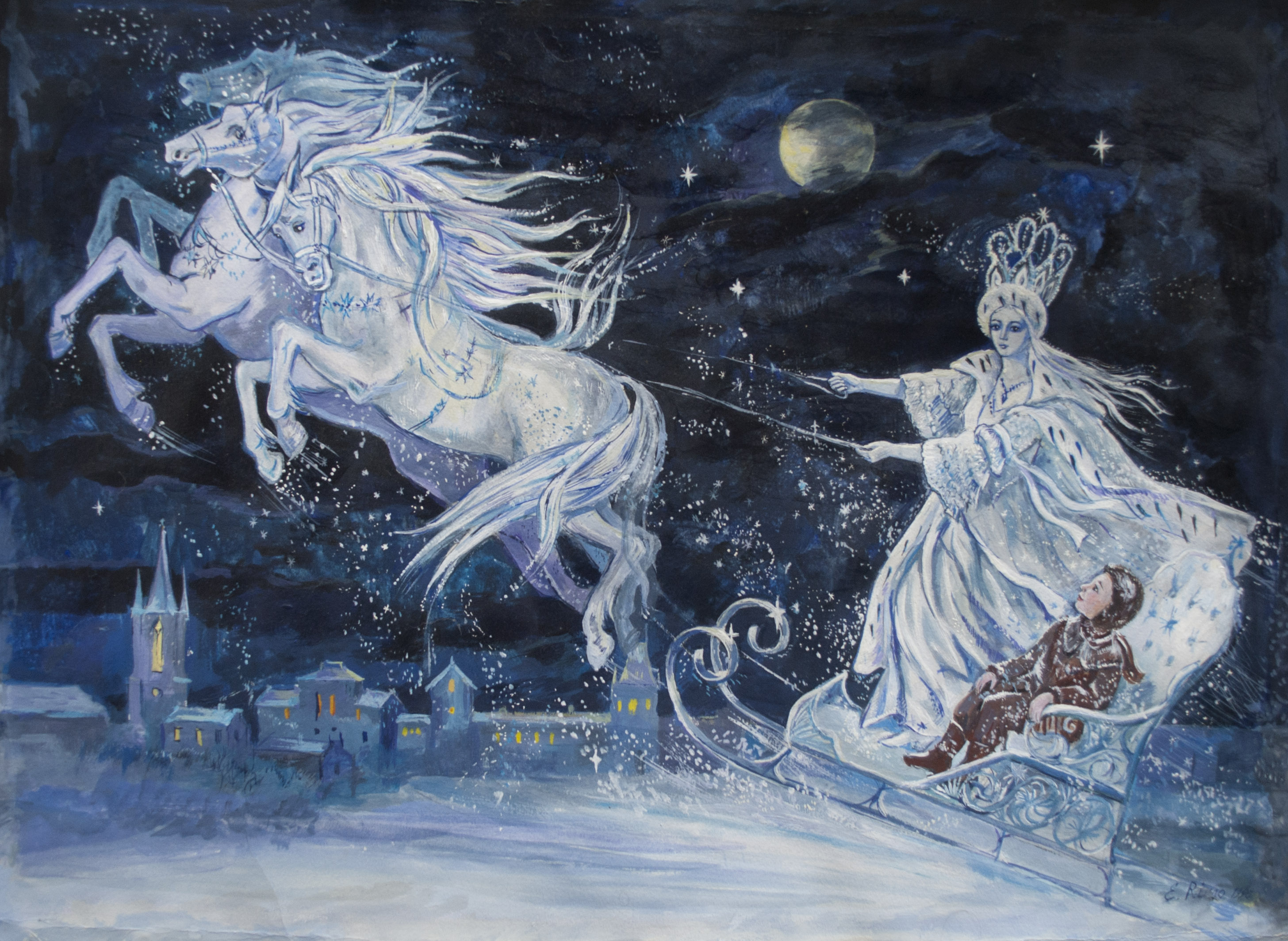
Illustrazione di Elena Ringo per La regina delle nevi

Quarta storia. Il principe e la principessa
Nella quarta storia Gerda incontra una cornacchia, che le racconta di come un ragazzo sconosciuto abbia da poco sposato la principessa del paese. Nella sua descrizione Gerda crede di riconoscere Kay e, con l'aiuto della cornacchia, entra nella reggia e nella stanza della principessa e del suo sposo. Però questi non è Kay, sebbene gli somigli. Commossi dalla sua storia, i principi regalano a Gerda una carrozza con la quale proseguire la ricerca.
Quinta storia. La figlia del brigante
In questa sezione Gerda viene assalita dai briganti, a causa della carrozza e dei ricchi vestiti che le sono stati donati. I briganti vogliono ucciderla, ma vengono fermati dalla figlia del capo, che desidera che Gerda diventi la sua compagna di giochi. La figlia del brigante tiene prigionieri due colombi selvatici e una renna, i quali, dopo avere ascoltato la storia di Gerda, le dicono di avere visto Kay in Lapponia, nel palazzo della regina delle nevi. La figlia del brigante lascia liberi Gerda e gli animali, che partono per la Lapponia.
Sesta storia. La donna di Lapponia e la donna di Finlandia
Gerda trova ospitalità in Lapponia presso una povera donna. La donna di Lapponia le affida un messaggio - scritto su un pesce - per la donna di Finlandia, che potrà aiutarla. La donna di Finlandia, una maga, spiega a Gerda dove sia il palazzo della regina delle nevi, e le spiega che non avrà bisogno di altri poteri per sconfiggere la regina oltre quelli che ha già.
Settima storia. Che cosa era successo nel castello della regina delle nevi e che cosa accadde in seguito
Nella settima storia viene raccontato innanzitutto come Kay sia stato soggiogato dalla regina delle nevi e costretto a comporre all'infinito parole con alcuni frammenti di ghiaccio. Solo se riuscirà a comporre la parola "eternità" potrà arrivare a essere padrone della propria vita. Mentre Gerda sta arrivando al palazzo, la regina lo lascia solo. Gerda trova Kay, lo abbraccia e con le lacrime scioglie il ghiaccio nel cuore di Kay. Kay la riconosce e si mette a piangere, facendo così uscire dall'occhio il frammento di specchio. Mentre Kay e Gerda festeggiano e danzano, le vibrazioni dei loro passi fanno muovere i frammenti di ghiaccio sul pavimento, che compongono spontaneamente la parola "eternità", liberando Kay.
I due intraprendono il lungo viaggio verso casa, durante il quale incontrano molti dei personaggi conosciuti da Gerda nel suo viaggio, tra cui la renna, la donna di Finlandia, la donna di Lapponia e la figlia del brigante, che li informa della morte della cornacchia. Giunti a casa, i due si rendono finalmente conto di essere cresciuti, mentre la nonna si crogiola al sole e legge un passo della Bibbia: "In verità vi dico: se non vi convertirete e non diventerete come i bambini, non entrerete nel regno dei cieli".

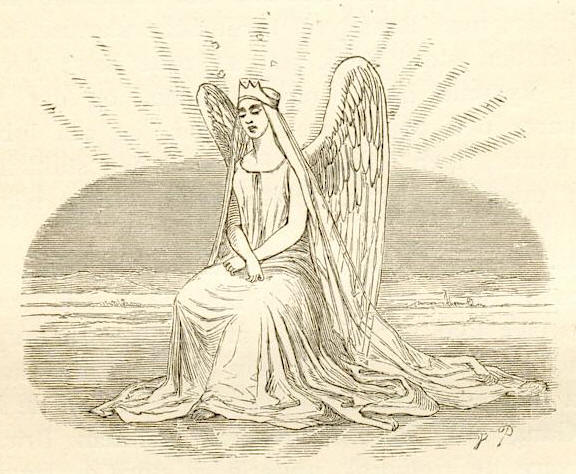
Illustrazione di Vilhelm Pedersen per La regina delle nevi

## Personaggi
- Gerda: è la protagonista della storia. Determinata verso la speranza di ritrovare il suo amico Kay. Durante i suoi viaggi incontra tanti amici.
- Kay: è il miglior amico di Gerda; dopo essere divenuto cattivo a causa di una scheggia dello specchio del troll cade vittima della regina delle nevi.
- La regina delle nevi: regina di tutti i fiocchi di neve, che porta nel mondo viaggiando sulla sua slitta. La sua dimora originaria è situata sull'isola di Spitsbergen, ma vive in Lapponia durante parte dell'anno.
- La nonna di Gerda: è lei a raccontare a Kay e Gerda la leggenda della regina delle nevi.
- La maga dei fiori: abita in una casa in riva al fiume con un grande giardino fiorito nel quale è perennemente estate. Riesce a fare dimenticare Kay a Gerda grazie alle proprie arti magiche per farla rimanere con sé.
- I due corvi: sono due cornacchie, marito e moglie, che aiutano Gerda a introdursi nel palazzo della principessa per poter trovare Kay.
- Principe: precedentemente era un ragazzo comune. Riesce a diventare un principe in seguito al superamento di una prova istituita dalla principessa.
- Principessa: desiderava sposare un uomo intelligente quanto lei. Dopo avere scoperto Gerda nel suo palazzo, la aiuta nella sua ricerca donandole dei vestiti, dei servi e una carrozza dorata.
- La piccola brigantessa: è la figlia del capo di una banda di briganti; dopo che questi hanno catturato Gerda, decide di tenerla come compagna di giochi, tenendola chiusa nel suo serraglio insieme ad altri animali. Dopo avere ascoltato la sua storia decide di lasciarla libera donandole una renna.
- La renna: appartiene alla piccola bandita. Viene liberata a condizione che accompagni Gerda dalla regina delle nevi.
- La donna della Lapponia: dà ricovero a Gerda e le lascia un appunto scritto su un pesce, chiedendole di portarlo alla sua amica finlandese.
- La donna della Finlandia: vive nei pressi del palazzo della regina. Sa che l'unico potere di cui necessita Gerda per poter raggiungere il palazzo è il suo cuore innocente.

## Origini
Nel 1840 Andersen incontrò la soprano svedese Jenny Lind, della quale si infatuò, ma ella non ricambiò il suo interesse, anche se i due divennero amici. Secondo Carole Rosen, Andersen modellò la figura della regina dal cuore di ghiaccio su Lind, dopo che quest'ultima lo aveva rifiutato come corteggiatore.

## Storia editoriale
La regina delle nevi è stata pubblicata per la prima volta da C.A. Reitzel a Copenhagen il 21 dicembre 1844, nella raccolta Nye Eventyr. Første Bind. Anden Samling. 1845 ("Nuove fiabe. Primo volume. Prima raccolta. 1845"). L'opera è stata poi ripubblicata il 18 dicembre 1849 in Eventyr. 1850 ("Fiabe. 1850"), e il 15 dicembre 1862 in Eventyr og Historier. Første Bind. 1862 ("Fiabe e racconti. Primo volume. 1862").
In Italia è apparsa per la prima volta nel 1920 nel volume edito da Mondadori Due raggi d'amore, in coppia con La sirenetta, nella traduzione dal danese di Regitze Winge.

## Adattamenti

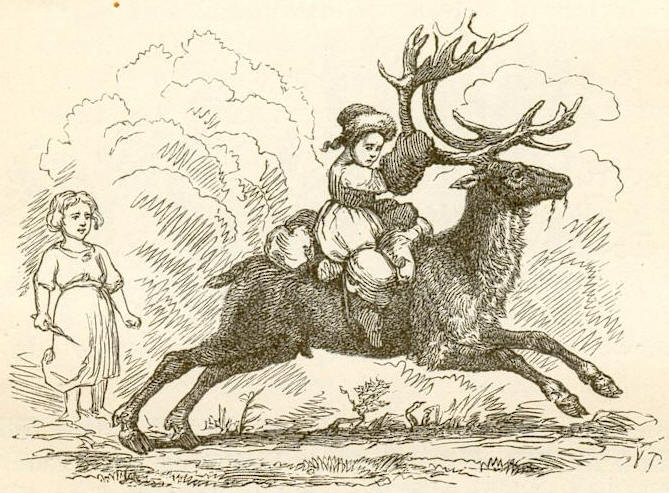
Illustrazione di Vilhelm Pedersen per La regina delle nevi

### Teatro
- La storia di Kaj e Gerda (1979), opera lirica di Sergej Petrovič Banevič.

### Cinema
- La regina delle nevi (Snezhnaya koroleva) (1957) di Lev Atamanov, film d'animazione sovietico.
- Snezhnaya koroleva (1967) di Gennadi Kazansky, film sovietico.
- La signora della neve (Perinbaba / Frau Holle) (1985) di Juraj Jakubisko, film cecoslovacco.
- Lumikuningatar (1986), film finlandese di Päivi Hartzell.
- La regina delle nevi (The Snow Queen) (1992), mediometraggio animato direct-to-video narrato da Sigourney Weaver.
- The Snow Queen (1995), film d'animazione britannico di Martin Gates.
- Snedronningen (2000), cortometraggio danese di Jacob Jørgensen e Kristof Kuncewicz.
- Lumekuninganna (2010) film finlandese di Marko Raat, adattamento moderno della fiaba.
- La regina delle nevi (Snezhnaya koroleva) (2012), film d'animazione russo diretto da Vladlen Barbe e Maksim Sveshnikov, con i suoi seguiti:
  - La regina delle nevi 2 (Snezhnaya koroleva 2: Perezamorozka) (2014), di Aleksej Cicilin
  - La regina delle nevi 3 - Fuoco e ghiaccio (Snežnaja koroleva 3: Ogon' i lëd)  (2016) di Aleksej Cicilin
  - La regina delle nevi 4 - La terra degli specchi (Snežnaja koroleva: Zazerkal'e) (2018) di Robert Lence e Aleksej Cicilin
  - La regina delle nevi e la principessa (Snezhnaya koroleva: Razmorozka) (2022) di Andrey Korenkov e Aleksey Tsitsilin
- Frozen - Il regno di ghiaccio (Frozen) (2013), film d'animazione prodotto dai Walt Disney Animation Studios liberamente ispirato alla fiaba. La sua popolarità ha dato il via a un franchise omonimo, di cui fanno parte due cortometraggi, un musical omonimo e un sequel: Frozen II - Il segreto di Arendelle (Frozen II) (2019).
- Tayna snezhnoy korolevy (2015), film russo di Natal'ja Bondarčuk.
- Il cacciatore e la regina di ghiaccio (The Huntsman: Winter's War), film del 2016 diretto da Cedric Nicolas-Troyan che riprende alcuni elementi della fiaba.
- Snezhnaya Koroleva: Razmorozka[5][6] (2022) di Andrey Korn e Alex Tsitsilin

### Televisione
- Die Schneekönigin (1964), film TV della Germania Ovest di Wolfgang Spier.
- Le fiabe di Andersen (Andersen monogatari), serie TV anime del 1971, gli episodi 50 e 51 sono dedicati a questa fiaba.
- The Snow Queen (1976), film TV britannico in tecnica mista di Andrew Gosling prodotto da BBC.
- La regina delle nevi (1977) episodio 65 della serie TV anime Le più belle favole del mondo (Manga sekai mukashi banashi).
- The Snow Queen, a Skating Ballet (1983), film TV trasmesso da PBS. Ripresa di uno spettacolo di pattinaggio con coreografie di John Curry.
- La regina della neve (1985), episodio della serie televisiva statunitense Nel regno delle fiabe (Faerie Tale Theatre) con Melissa Gilbert e Lee Remick.
- Tayna snezhnoy korolevy (1986), film TV sovietico di Nikolay Aleksandrovich con Alisa Freindlich.
- Funky Fables (Ponkikki meisaku wārudo) (1988-1990), serie TV anime, episodio 34.
- The Snow Queen (2000), episodio della serie animata statunitense Happily Ever After: Fairy Tales for Every Child.
- La regina delle nevi (Snow Queen) (2002), miniserie televisiva in due parti con Bridget Fonda prodotta da Hallmark.
- Il teatrino delle fiabe di Hello Kitty (Sanrio anime sekai meisaku gekijō) (2001), serie TV anime (episodio 25).
- The Fairytaler (2003), due episodi della serie d'animazione danese della Egmont.
- The Snow Queen (2005), film TV di Julian Gibbs prodotto da BBC.
- Yuki no Joō (2005), serie TV anime diretta da Osamu Dezaki.
- Die Schneekönigin (2014), film TV tedesco di Karola Hattop.
- Nella serie televisiva C'era una volta (Once Upon a Time) (2011-2018), la prima metà della quarta stagione è ispirata alla fiaba, traendo elementi da questa e da Frozen - Il regno di ghiaccio.
- Nell'anime Grimms Notes (2019) dello studio Brain's Base il settimo episodio è ispirato alla fiaba.
- Nella serie animata Regal Academy (2016-2018) la regina delle nevi è l'antagonista principale della seconda stagione.